# Ornithomimoides
Ornithomimoides („jako napodobitel ptáka (Ornithomimus)“) byl rod teropodního dravého dinosaura z infrařádu Ceratosauria a čeledi Abelisauridae, žijícího v období nejpozdnější křídy (asi před 70 až 66 miliony let) na území dnešní Indie (oblast Bara Simla).

## Historie
Formálně byl typový druh O. barasimlensis popsán v roce 1933 na základě objevu pěti fosilních hrudních obratlů v sedimentech geologického souvrství Lameta. Ve stejné studii byl popsán ještě jeden druh, O. mobilis, a to pouze na základě čtveřice menších obratlů. Vzhledem k nekompletnosti materiálu se v obou případech jedná o pochybná vědecká jména (nomina dubia). Mohlo se jednat také o zástupce čeledi Noasauridae. Stejným zvířetem může být také původce fosilií, popsaných pod vědeckým jménem Coeluroides largus.
Fosilie tohoto a dalších dinosaurů ze stejného souvrství mohly být již před staletími nevědomky uctívány hinduisty v místních chrámech (například jako božstvo zvané Šarabha).

## Popis
Pokud se skutečně jednalo o abelisauridního teropoda, nejspíš představoval velkého, po dvou se pohybujícího dravce s vysokou a relativně krátkou hlavou, zakrnělými předními končetinami a dlouhými a silnými zadními končetinami. Velikost obratlů typového druhu naznačuje, že se muselo jednat o poměrně velkého abelisaurida, dosahujícího délky v rozmezí 6 až 9 metrů.